# 竹村岩男
竹村 岩男（たけむら いわお）は、内田康夫の推理小説に登場する長野県警の警察官。あだ名は「信濃のコロンボ」である（同僚や親しい警察仲間などからは『ガンさん』と呼ばれている）。

## 経歴
交番勤務から、長野県警飯田署の巡査部長に抜擢され、その巡査部長時代に、松川ダムで発見されたバラバラ死体発見から始まった連続殺人事件を解決したことを認められ、異例中の異例で2階級特進し、長野県警本部捜査一課の警部になり、数々の難事件を解決している。20歳の時には長野県警軽井沢署の巡査であり、刑事になったばかりであった。

## 「信濃のコロンボ」の由来
竹村が、交番勤務から刑事に抜擢された際に、バーバリーのコートを買って、いつまでも愛用していたため、それがトレードマークとなり、その風貌から刑事コロンボにちなんで「信濃のコロンボ」と呼ばれるようになった。

## 竹村岩男の周囲の主な登場人物
竹村陽子
竹村の妻。
吉井刑事
竹村の部下。〈「戸隠伝説殺人事件」以降〉
木下真司刑事
竹村の部下。〈「戸隠伝説殺人事件」以降〉
大森修司
飯田署署長。「死者の木霊」「長野殺人事件」
岡部和雄
警視庁室町署 警部補「死者の木霊」 → 警視庁捜査一課 警部「追分殺人事件」。
浅見光彦
フリーのルポライター。「軽井沢殺人事件」「沃野の伝説」「長野殺人事件」（東京都北区に住む小学生）「僕が探偵だった夏」

## 竹村岩男登場作品
- 死者の木霊
- 戸隠伝説殺人事件
- 『信濃の国』殺人事件
- 北国街道殺人事件
- 軽井沢殺人事件
- 追分殺人事件
- 沃野の伝説
- 長野殺人事件
- 僕が探偵だった夏
- 菊池伝説殺人事件（浅見光彦シリーズの一作。直接登場はしないが、長野県警の刑事に対し浅見が引き合いに出す）

## テレビドラマ

### テレビ朝日版
- 土曜ワイド劇場「死者の木霊」（1982年12月4日放送）
竹村岩男 - 林隆三

### TBS版
- 月曜ドラマスペシャル「戸隠伝説殺人事件」（1995年2月27日放送）
竹村岩男 - 布施博
- 月曜ゴールデン（第1･2作）･月曜名作劇場（第3作〜） 「信濃のコロンボ」
竹村岩男 - 寺脇康文

1. 「〜死者の木霊〜」（2013年10月7日放送）
2. 「戸隠伝説殺人事件」（2014年11月24日放送）
3. 「北国街道殺人事件」（2016年11月14日放送）
4. 「軽井沢追分殺人事件」（2017年4月24日放送）
5. 「信濃の国」（2017年11月20日放送）

- 月曜名作劇場 「警視庁岡部班」（上記、「信濃のコロンボ」から岡部（演・高橋克典）を主演としたスピンオフ）

1. 「倉敷殺人事件」（2017年11月27日放送）

### フジテレビ版
- 金曜エンタテイメント
竹村岩男 - 堺正章（全作）

1. 「北国街道殺人事件」（1998年5月1日放送）
2. 「戸隠伝説殺人事件」（1999年3月19日放送）
3. 「追分殺人事件」（2000年6月2日放送）

### テレビ東京版
- 女と愛とミステリー ⇒ 水曜ミステリー9「信濃のコロンボ事件ファイル」
竹村岩男 - 中村梅雀（全作）
第7作以降の原作には、竹村岩男は登場しない。

1. 「死者の木霊」（2001年11月14日放送）
2. 「北国街道殺人事件」（2002年5月22日放送）
3. 「『信濃の国』殺人事件」（2003年2月5日放送）
4. 「戸隠伝説殺人事件」（2003年9月3日放送）
5. 「追分殺人事件」（2004年3月24日放送）
6. 「軽井沢殺人事件」（2004年9月8日放送）
7. 「見知らぬ鍵」（2005年1月19日放送）
8. 「アリスの騎士〈ナイト〉」（2005年5月18日放送）
9. 「乗せなかった乗客」（2005年8月31日放送）
10. 「杜の都殺人事件」（2006年1月11日放送）
11. 「埋もれ火」（2006年4月5日放送）
12. 「陰画の構図」（2006年8月16日放送）
13. 「盲目のピアニスト」（2006年12月13日放送）
14. 「死あわせなカップル」（2007年4月25日放送）
15. 「愛するあまり」（2007年10月24日放送）
16. 「願望の連環」（2008年6月25日放送）
17. 「みちのく遠野殺人事件」（2008年12月17日放送）

- 月曜プレミア8「新・信濃のコロンボ」
竹村岩男 - 伊藤淳史

1. 「追分殺人事件」（2020年6月8日放送）